# Championnat d'Arabie saoudite de football 1981-1982
Navigation
Saison précédente Saison suivante
La saison 1981-1982 du Championnat d'Arabie saoudite de football est la sixième édition du championnat de première division en Arabie saoudite. Exceptionnellement cette saison, le championnat regroupe les 10 clubs de Premier League et les 10 clubs de First Division, la deuxième division saoudienne. Les vingt  équipes sont réparties en deux poules où elles s'affrontent deux fois au cours de la saison, à domicile et à l'extérieur. À la fin de cette phase, seuls les cinq premiers de chaque poule se maintiennent en première division et les deux premiers jouent la phase finale pour le titre.
C'est le club d'Al Ittihad qui remporte le championnat en battant lors de la finale le club d'Al Shabab Riyad. C'est le tout premier titre de champion d'Arabie saoudite de l'histoire du club.

## Les clubs participants
| Premier League : - Al Nasr Riyad - Al-Hilal FC - Al Ahli - Al Ittihad - Al Wehda - Al Qadisiya Al Khubar - Al Shabab Riyad - Al Rouda - Ettifaq FC - Al-Nahda | First Division : - Al Riyad SC - Al Jabalain - Damak FC - Al Taawon - Al Ta'ee Ha'il - Al Ansar - Okadh - Al Khaleej Saihat - Al Kawkab - Ohud Médine |

## Compétition

### Première phase
Seul le total de points des équipes est connu. Le barème utilisé pour établir le classement est le suivant :
- Victoire : 2 points
- Match nul : 1 point
- Défaite : 0 point

#### Groupe A
| Rang | Équipe                | Pts | J  | G | N | P | Bp | Bc | Diff |
| ---- | --------------------- | --- | -- | - | - | - | -- | -- | ---- |
| 1    | Al Shabab Riyad       | 28  | 18 |   |   |   |    |    |      |
| 2    | Al Nasr Riyad T       | 27  | 18 |   |   |   |    |    |      |
| 3    | Ettifaq FC            | 26  | 18 |   |   |   |    |    |      |
| 4    | Ohud Médine           | 22  | 18 |   |   |   |    |    |      |
| 5    | Al Qadisiya Al Khubar | 18  | 18 |   |   |   |    |    |      |
| 6    | Al Kawkab             | 17  | 18 |   |   |   |    |    |      |
| 7    | Al Riyad SC           | 15  | 18 |   |   |   |    |    |      |
| 8    | Al Wehda              | 15  | 18 |   |   |   |    |    |      |
| 9    | Al Khaleej Saihat     | 10  | 18 |   |   |   |    |    |      |
| 10   | Okadh                 | 2   | 18 |   |   |   |    |    |      |

|  | Qualification pour la phase finale                 |
|  | Relégation directe en deuxième division            |
|  | T : Tenant du titre P : Promu de deuxième division |

#### Groupe B
| Rang | Équipe         | Pts | J  | G | N | P | Bp | Bc | Diff |
| ---- | -------------- | --- | -- | - | - | - | -- | -- | ---- |
| 1    | Al Ittihad     | 26  | 18 |   |   |   |    |    |      |
| 2    | Al-Hilal FC    | 24  | 18 |   |   |   |    |    |      |
| 3    | Al-Nahda       | 24  | 18 |   |   |   |    |    |      |
| 4    | Al Ahli        | 21  | 18 |   |   |   |    |    |      |
| 5    | Al Rouda       | 19  | 18 |   |   |   |    |    |      |
| 6    | Al Ta'ee Ha'il | 18  | 18 |   |   |   |    |    |      |
| 7    | Al-Ansar       | 15  | 18 |   |   |   |    |    |      |
| 8    | Al-Jabalain    | 11  | 18 |   |   |   |    |    |      |
| 9    | Damak FC       | 11  | 18 |   |   |   |    |    |      |
| 10   | Al Taawon      | 8   | 18 |   |   |   |    |    |      |

|  | Qualification pour la phase finale                 |
|  | Relégation directe en deuxième division            |
|  | T : Tenant du titre P : Promu de deuxième division |

### Phase finale
|  | Demi-finales    | Demi-finales    |                        |   | Finale | Finale |
|  | Demi-finales    | Demi-finales    |                        |   | Finale | Finale |
|  |                 |                 |                        |   |        |        |
|  |                 |                 |                        |   |        |        |
|  |                 |                 |                        |   |        |        |
|  | Al Ittihad      | 1               |                        |   |        |        |
|  | Al Ittihad      | 1               |                        |   |        |        |
|  | Al Nasr Riyad   | 0               |                        |   |        |        |
|  | Al Nasr Riyad   | 0               | Al Ittihad             | 1 |        |        |
|  |                 |                 | Al Ittihad             | 1 |        |        |
|  |                 | Al Shabab Riyad | 0                      |   |        |        |
|  | Al Shabab Riyad | Al Shabab Riyad | 0                      | 2 |        |        |
|  | Al Shabab Riyad |                 |                        | 2 |        |        |
|  | Al-Hilal FC     | 0               |                        |   |        |        |
|  | Al-Hilal FC     | 0               | Match pour la 3e place |   |        |        |
|  |                 |                 |                        |   |        |        |
|  |                 |                 |                        |   |        |        |
|  |                 |                 |                        |   |        |        |
|  | Al Nasr Riyad   | 1               |                        |   |        |        |
|  | Al Nasr Riyad   | 1               |                        |   |        |        |
|  | Al-Hilal FC     | 3               |                        |   |        |        |
|  | Al-Hilal FC     | 3               |                        |   |        |        |

## Bilan de la saison
| Championnat d'Arabie saoudite de football 1981-1982                        |                        |
| Champion                                                                   | Al Ittihad (1er titre) |
| Coupes et trophées                                                         |                        |
| Vainqueur de la Coupe d'Arabie saoudite 1981-1982                          | Non disputée           |
| Promotions et relégations                                                  |                        |
| Promus en Premier League                                                   | Ohud Médine            |
| Relégués en Championnat d'Arabie saoudite de football de deuxième division | Al Wehda               |